# China Beach
China Beach is een Amerikaanse dramaserie. Hiervan werden 62 reguliere afleveringen gemaakt die oorspronkelijk van 27 april 1988 tot en met 22 juli 1991 werden uitgezonden op ABC. In Nederland werd het eerste en tweede seizoen van in totaal dertien afleveringen in 1988 en 1989 uitgezonden door Veronica op Nederland 2. De serie volgt op een ruim anderhalf uur durende pilotaflevering die op 26 maart 1988 in première ging. Het verhaal van China Beach is gebaseerd op dat uit het boek Home Before Morning uit 1983, van Amerikaans voormalig militair verpleegster Lynda Van Devanter.
China Beach werd vijf keer genomineerd voor een Golden Globe, waarbij het die voor beste dramaserie in 1990 daadwerkelijk won. Ook werd de serie 29 keer genomineerd voor een Primetime Emmy Award, waarvan er vijf werden toegekend: die voor beste kostuums in 1988, die voor beste hoofdrolspeelster in een dramaserie in 1989 en 1992 (twee keer Dana Delany) en zowel die voor beste bijrolspeelster in een dramaserie (Marg Helgenberger) als die voor beste geluid in een dramaserie in 1990. Tot de vijftien andere prijzen die China Beach won, behoren onder meer de People's Choice Award voor favoriete nieuwe dramaserie in 1989, een Writers Guild of America Award voor de aflevering 'Where the Boys Are' uit 1989 en een Peabody Award in 1990.

## Uitgangspunt
Terwijl de Vietnamoorlog in volle gang is, moeten de leden van een Amerikaanse basis in Vietnam zien om te gaan met de gruwelijkheden die hieruit voortkomen. Doktoren, verplegers, militairen en andere personeelsleden krijgen er dagelijks te maken met zware aanslagen op hun lichamelijke en geestelijke vermogens. Doden, gewonden, verlies en desillusie vormen hun dagelijkse realiteit. Bovendien betekent het voor de vertrekkers uit het oorlogsgebied niet dat hun opgelopen fysieke en mentale littekens daarmee uit hun verdere levens verdwijnen.

## Rolverdeling
Alleen acteurs die verschenen in meer dan tien afleveringen zijn vermeld
- Dana Delany - Colleen McMurphy
- Michael Boatman - Samuel Beckett
- Robert Picardo - Dick Richard
- Concetta Tomei - Lila Garreau
- Marg Helgenberger - K.C. Kolowski
- Brian Wimmer - Boonie Lanier
- Jeff Kober - Evan 'Dodger' Winslow
- Nancy Giles - Frankie Bunsen
- Troy Evans - Bob Pepper
- Megan Gallagher - Wayloo Marie Holmes
- Nan Woods - Cherry White
- Ned Vaughn - Jeff Hyers
- Marcia Magus - Jody Kass
- Michael J. Henderson - Beetle
- Ricki Lake - Holly Pelegrino